# شهرستان فوگو
شهرستان فوگو (به لاتین: Fugu County) یک منطقهٔ مسکونی در چین است که در یولین واقع شده‌است. شهرستان فوگو ۳٬۲۲۹ کیلومتر مربع مساحت و ۲۶۰٬۵۸۵ نفر جمعیت دارد.